# Planxa de roba

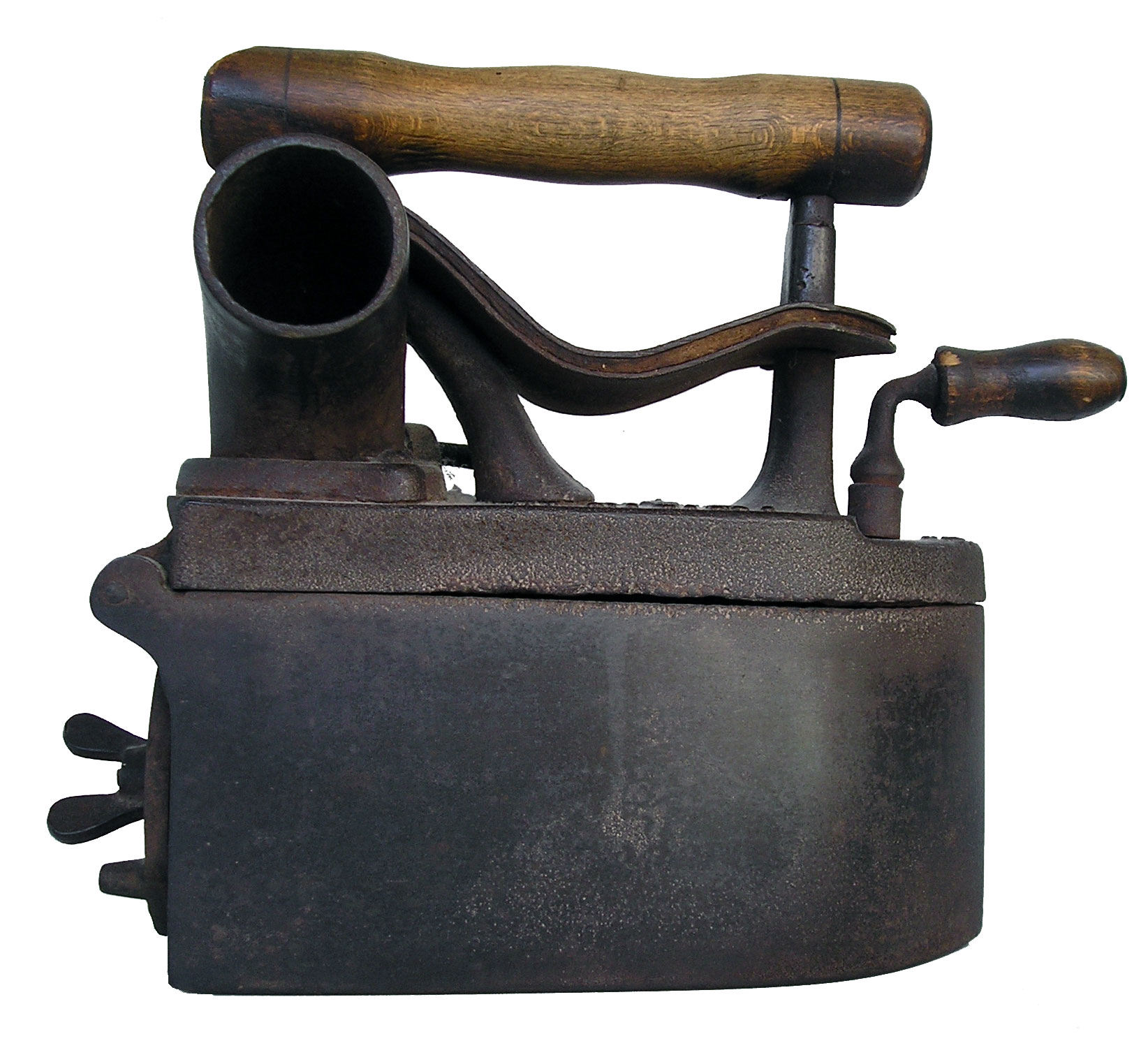
Planxa de carbó.

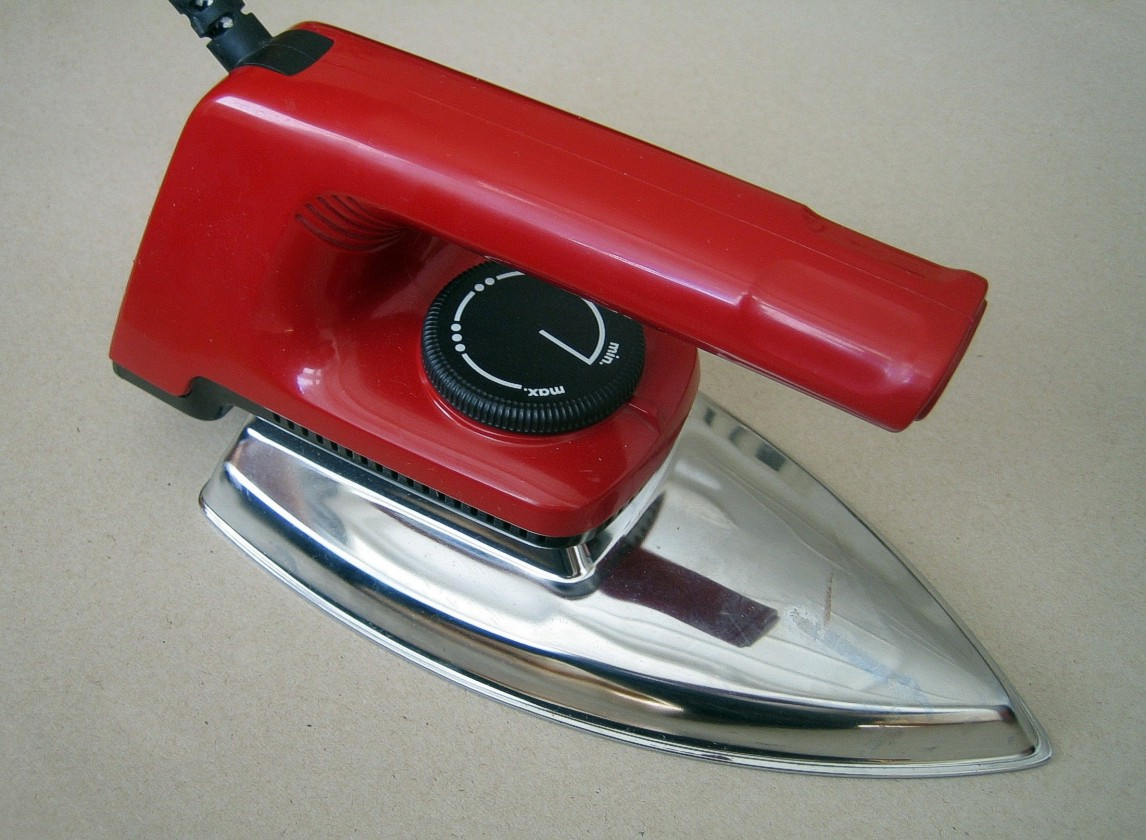
Planxa de roba

Una planxa o ferro d'allisar és un electrodomèstic que serveix per a allisar la roba llevant-ne les arrugues i els plecs. La planxa treballa afluixant els vincles entre les cadenes llargues de molècules de polímer que hi ha a les fibres del material. Les fibres s'estiren i mantenen la seva nova forma quan es refreden. Això ho aconsegueix amb calor, ja que funciona com una resistència amb pes. Alguns materials com el cotó requereixen l'ús d'aigua per afluixar els llaços intermoleculars.

## Història i desenvolupament

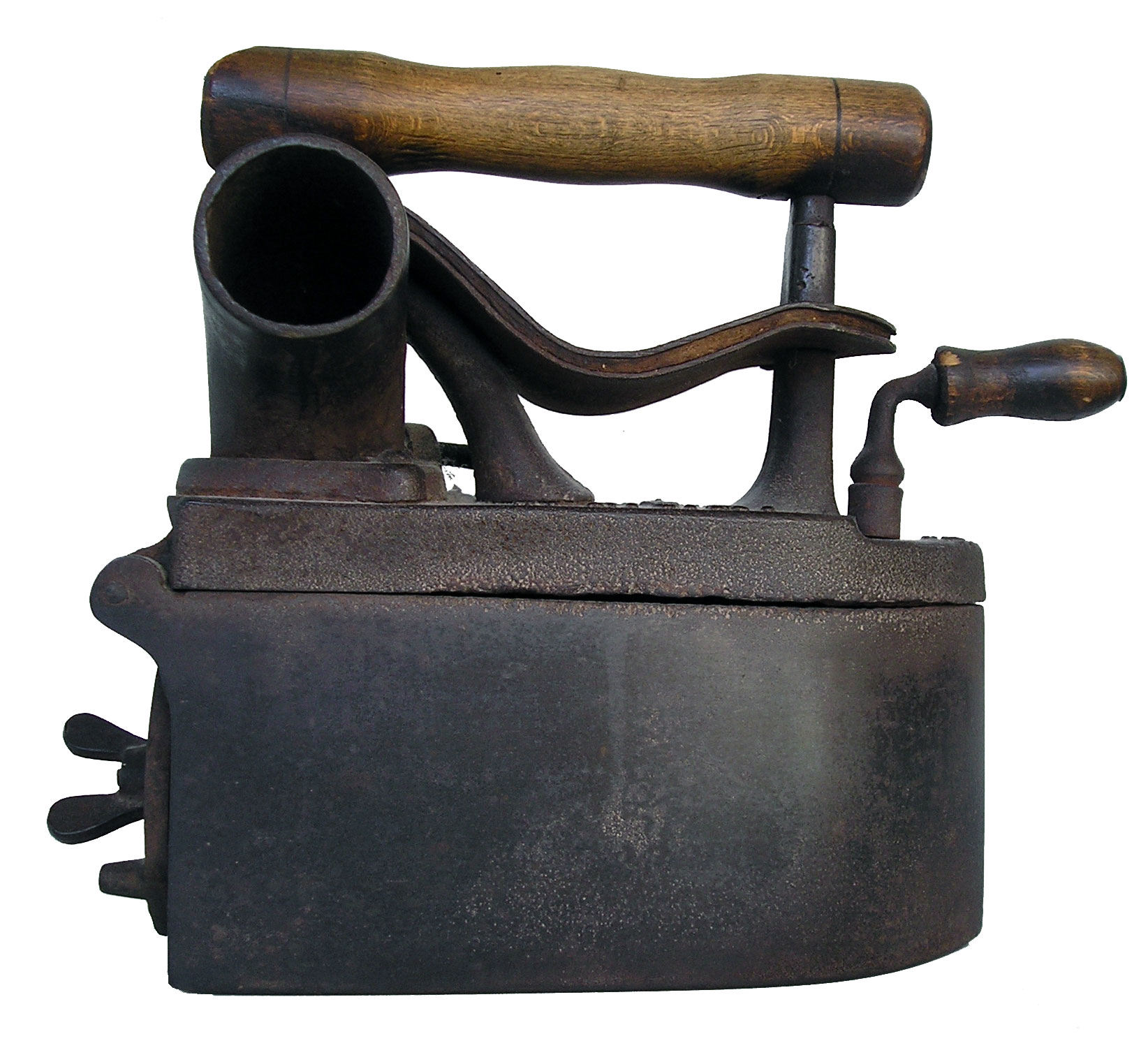
Una planxa de carbó.

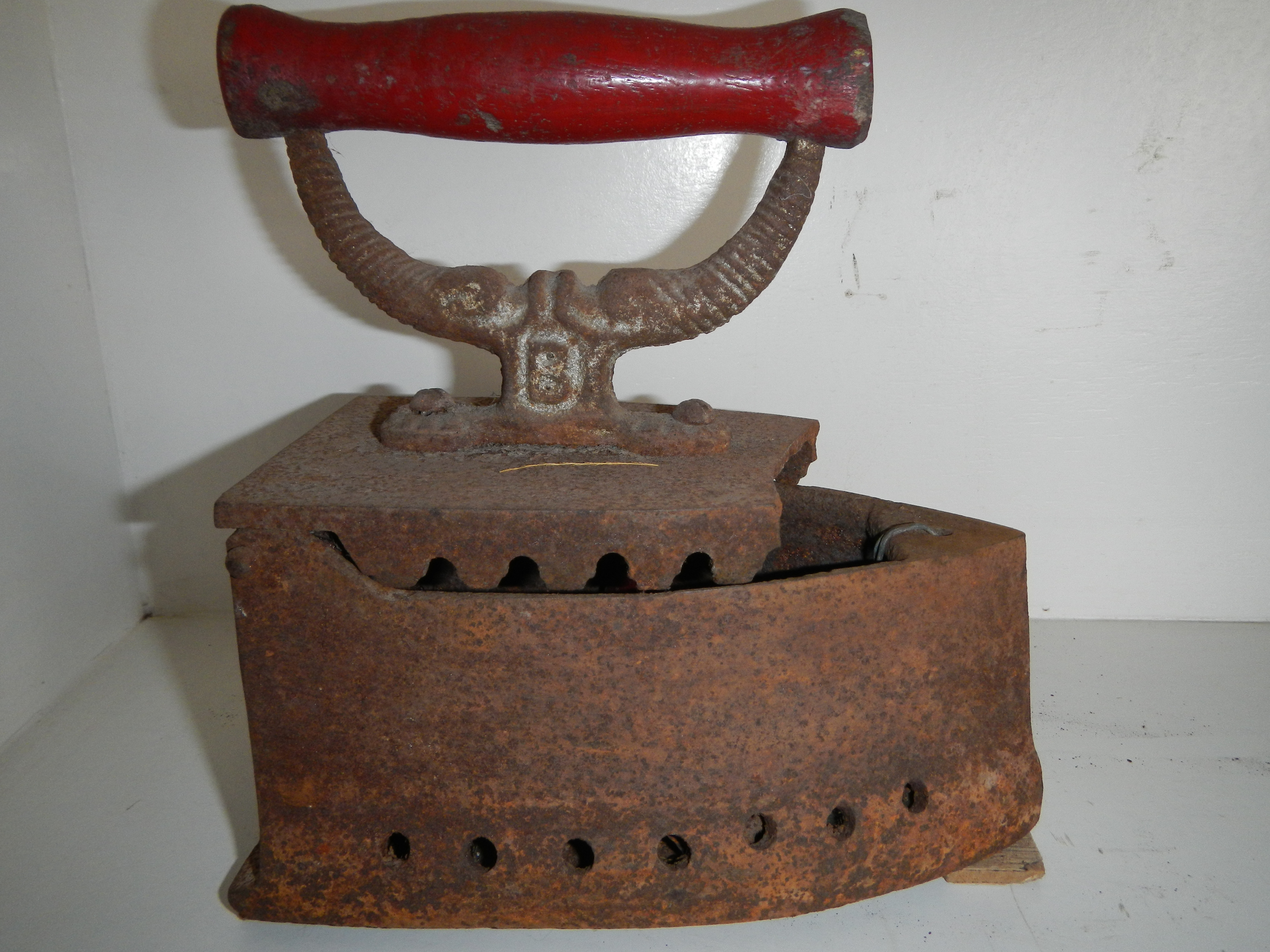
Planxa de caixa (Museu de Minalin, Pampanga, Filipines.)

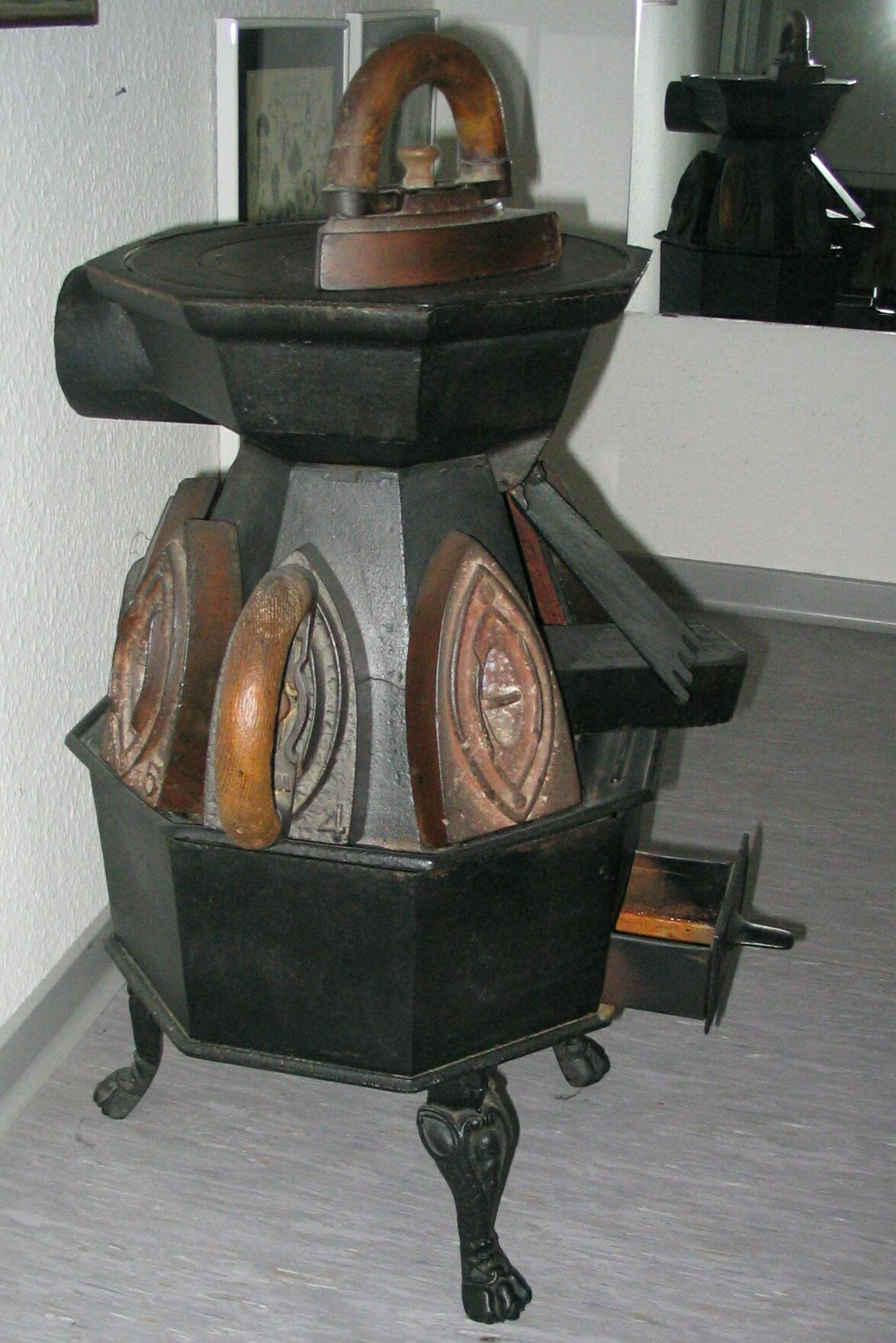
Estufa de ferro pla.

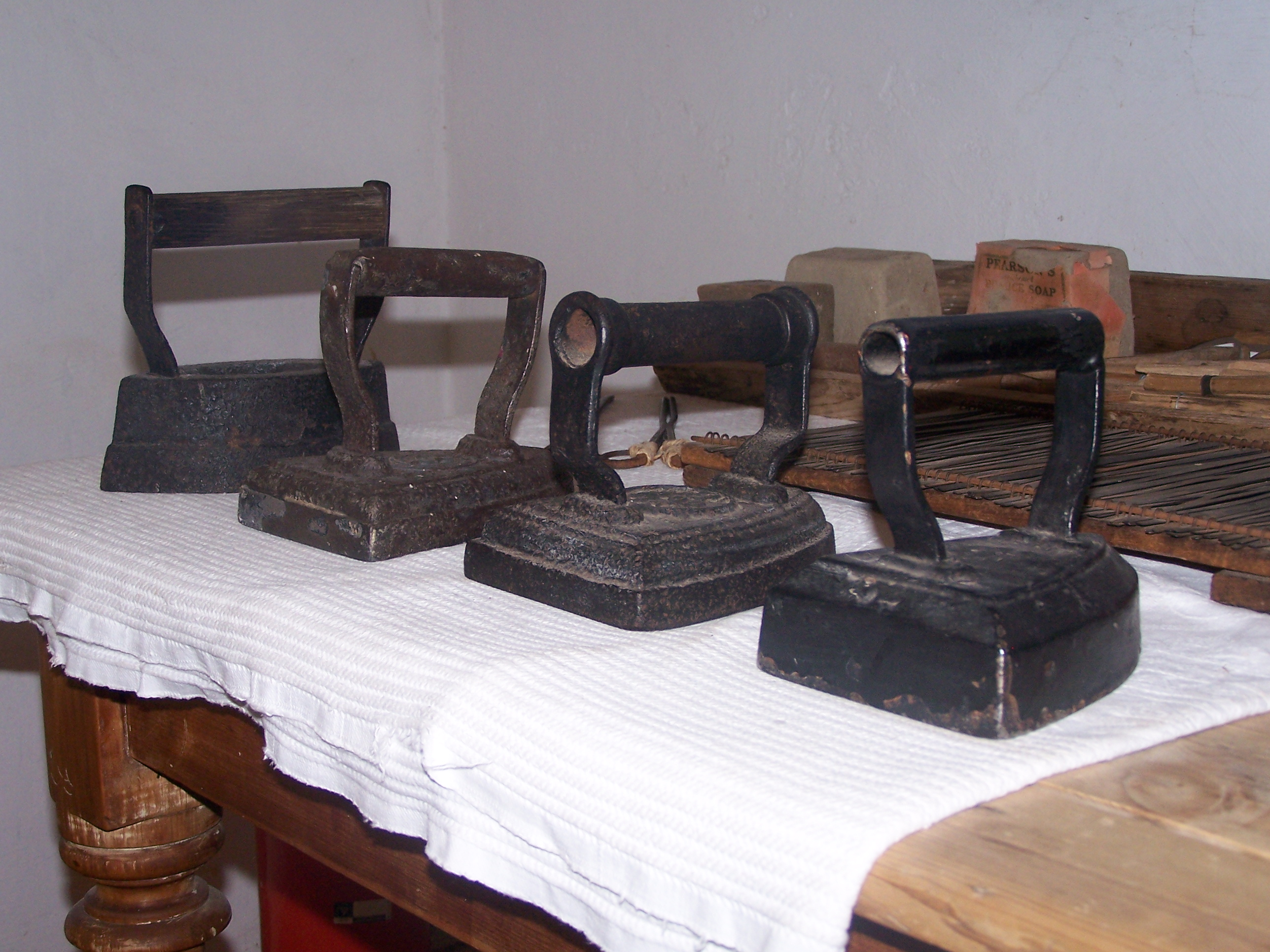
Típiques planxes angleses del (Col·lecció Tranby House, Austràlia). La forma va ser utilitzada pels antiquaris victorians per a descriure un estil d'escut medieval, denominat per analogia "escut escalfador".

Abans de la introducció de l'electricitat, les planxes s'escalfaven per combustió, ja fos en un foc o amb alguna disposició interna. El nord-americà Henry Seely White va inventar una "planxa elèctrica" i la va patentar el 6 de juny de 1882. Pesava gairebé 6,8 kg i trigava molt a escalfar-se. Es diu que l'Electricity Association del Regne Unit va afirmar que una planxa elèctrica amb arc de carboni va aparèixer a França el 1880, però això es considera dubtós.
Dos dels tipus més antics de ferro eren recipients plens d'una substància ardent o trossos sòlids de metall que es podien escalfar directament.
Les cassoles de metall plenes de carbó calent s'utilitzaven per allisar teixits a la Xina al segle i Un disseny posterior consistia en una caixa de ferro que podia omplir-se amb carbó calent, que s'havia d'airejar periòdicament acoblant una manxa. A la fi del segle xix i principis del segle xx, hi havia moltes planxes en ús que s'escalfaven amb combustibles com querosè, etanol, oli de balena, gas natural, gas carbur (acetilè, com en les làmpades de carbur), o fins i tot gasolina. Algunes cases estaven equipades amb un sistema de canonades per distribuir el gas natural o el gas carbur a diferents habitacions per tal de fer funcionar aparells com planxes, a més de les llums. Tot i el risc d'incendi, les planxes de combustible líquid es van vendre a les zones rurals dels Estats Units fins a la Segona Guerra Mundial. A Kerala, a l'Índia, s'utilitzaven closques de coco cremant en lloc de carbó vegetal, ja que tenen una capacitat calorífica similar. Aquest mètode es continua utilitzant com a dispositiu de reserva, ja que els talls d'electricitat són freqüents. Altres planxes tenien inserits de metall calent en lloc de carbó.
A partir del segle xvii, van començar a utilitzar-se els sadirons o sad iron (de l'anglès mitjà sad, que significa sòlid, utilitzat en anglès fins al segle xix). Eren planxes gruixudes de ferro fos, triangulars i amb mànec, que s'escalfaven al foc o en una estufa. També es deien planxes. Un bugader emprava un grup de planxes massisses que s'escalfaven des d'una única font: Quan la planxa en ús es refredava, podia substituir-se ràpidament per una altra de calenta.
En el món industrialitzat, aquests dissenys han estat substituïts per la planxa elèctrica, que utilitza resistència elèctrica escalfada per un corrent elèctric. La placa calenta, anomenada sola, està feta d'alumini o acer inoxidable polit perquè sigui tan llisa com sigui possible; de vegades està recoberta d'un plàstic resistent a la calor de baixa fricció per reduir la fricció per sota de la placa metàl·lica. L'element calefactor està controlat per un termòstat que connecta i desconnecta el corrent per mantenir la temperatura seleccionada. La invenció de la planxa elèctrica escalfada per resistència s'atribueix a Henry W. Seeley, de Nova York, el 1882. Aquest mateix any es va introduir a França una planxa escalfada per arc de carboni, però era massa perillosa per tenir èxit. Les primeres planxes elèctriques no tenien una manera fàcil de controlar la seva temperatura, i la primera planxa elèctrica controlada termostàticament va aparèixer a la dècada de 1920. Més tard es va utilitzar el vapor per planxar la roba. La invenció de la planxa de vapor s'atribueix a Thomas Sears. La primera planxa elèctrica de vapor comercialitzada va ser introduïda el 1926 per una empresa novaiorquesa d'assecatge i neteja, Eldec, però no va tenir èxit comercial. El 1934, Max Skolnik, de Chicago, va obtenir la patent d'una planxa elèctrica de vapor i un amortidor. El 1938, Skolnik va concedir a la Steam-O-Matic Corporation de Nova York el dret exclusiu a fabricar planxes elèctriques de vapor. Aquesta va ser la primera planxa de vapor que va assolir cert grau de popularitat, i va obrir el camí a un ús més generalitzat de la planxa elèctrica de vapor durant les dècades de 1940 i 1950.

### Tipus i noms

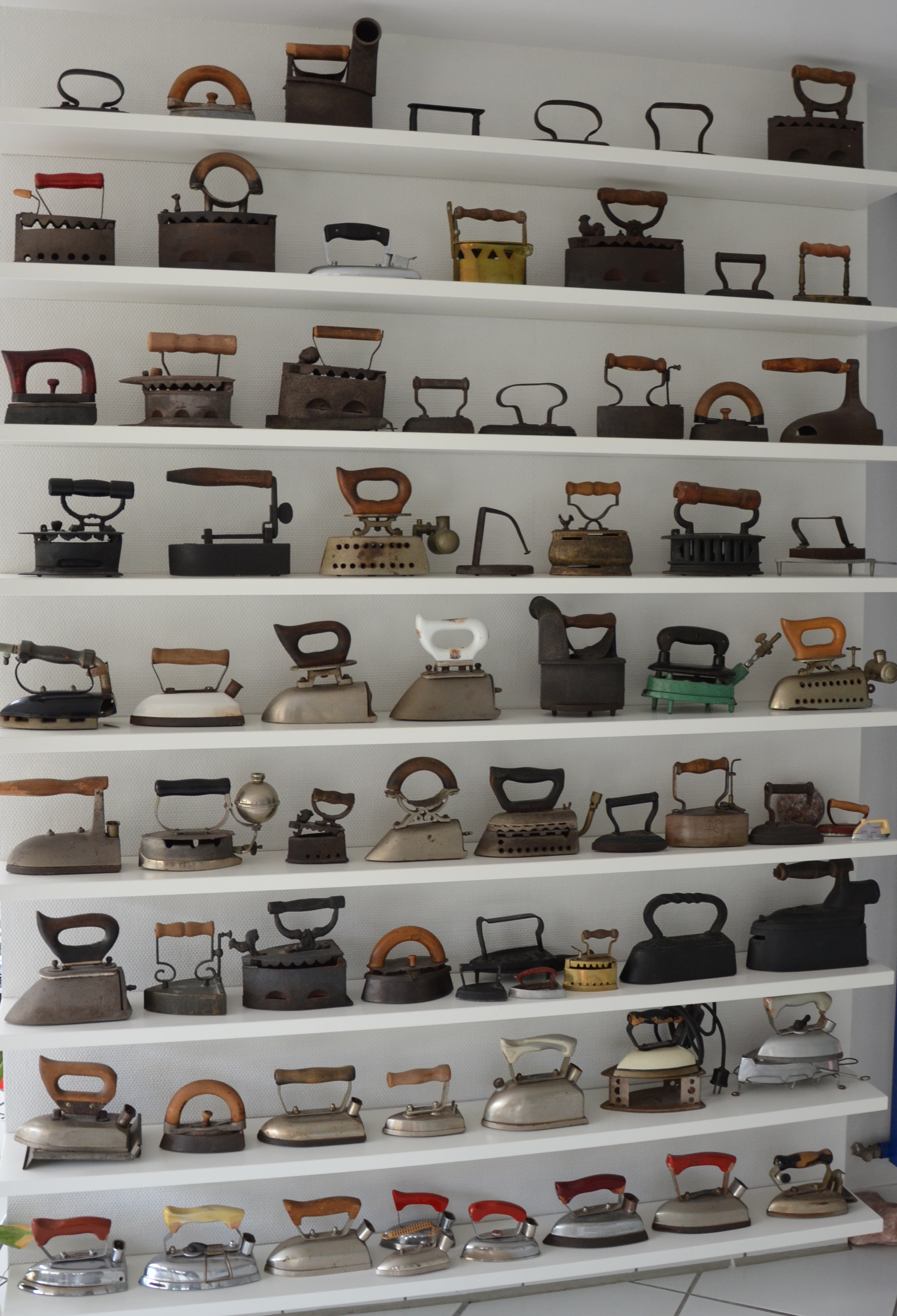
Col·lecció de planxes

Històricament, les planxes han tingut diverses variants, per la qual cosa han rebut molts noms:
- Flatiron o allisador

El nom general d'una planxa de mà que consisteix simplement en un mànec i una base metàl·lica sòlida i plana, i que rep el nom de la cara plana de planxada utilitzada per allisar la roba.
- Planxa sad o sadiron[4]

Mencionat anteriorment, significa "sòlid" o ferro pesat, on la base és un bloc sòlid de metall, de vegades s'utilitza per referir-se a les planxes amb bases més pesades que un típic "flatiron".
- Caixa de planxar, planxa de carbó[4]

Esmentada anteriorment; la base és un recipient on es poden introduir carbons calents o un maó o llimac de metall per mantenir el ferro calent. El ferro de llengua de bou deu el seu nom a la forma particular de l'inserit, anomenat "llimac de llengua de bou".
- Gans en escocès,[6] gusing iron[4]

Un tipus de ferro pla o trist anomenat així per la corba en forma d'oca al seu coll, i (en el cas de l′"oca de sastre") el seu ús pels sastres.
- Planxa de colls

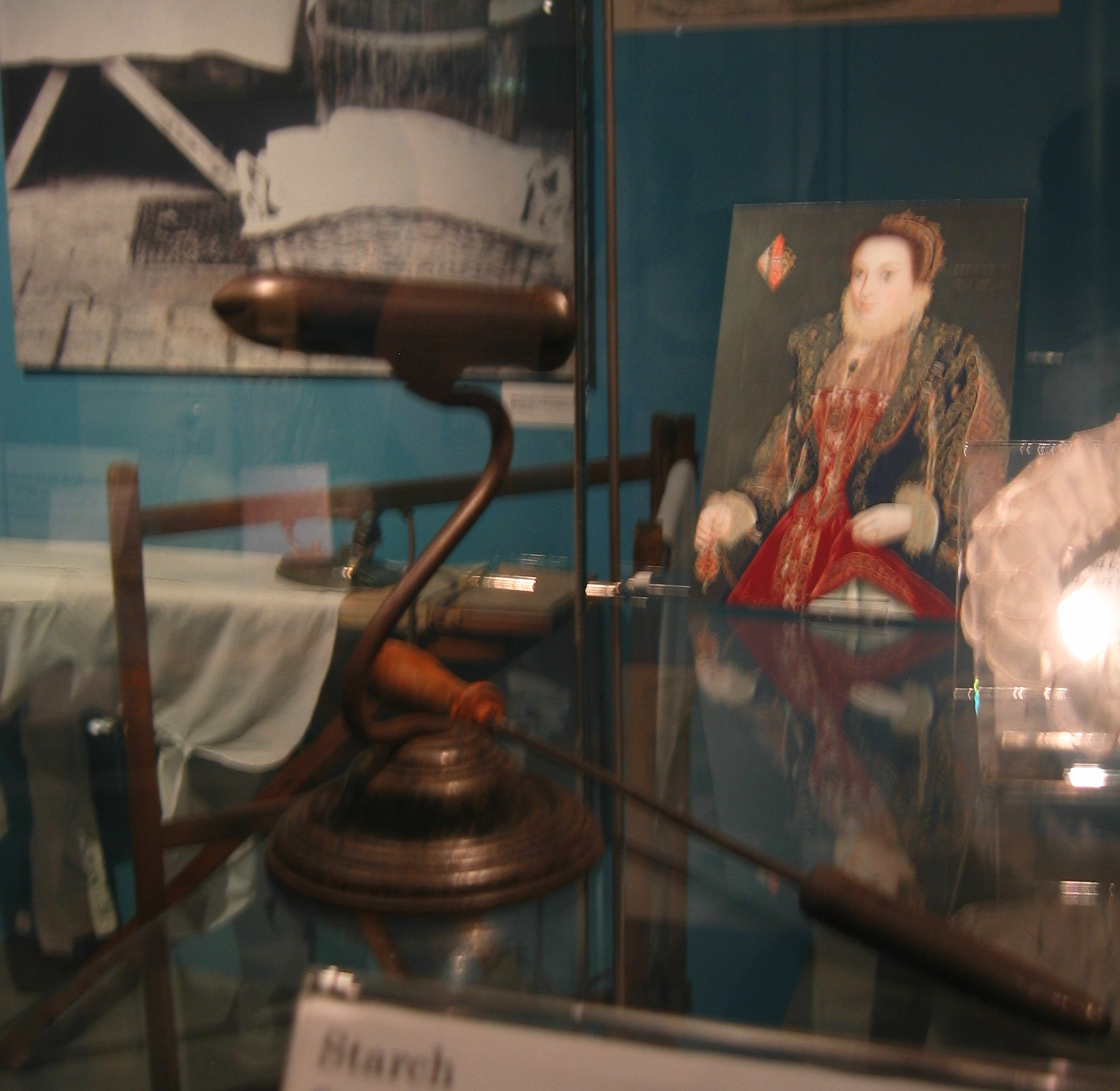
Planxa de coll: cilindre de metall orientat horitzontalment sobre un suport

Aquest tipus de planxa, actualment en desús, consisteix en un cilindre de metall orientat horitzontalment sobre un suport.  S'utilitzava per planxar escarolats i colls.

## Planxes modernes
La majoria de les planxes modernes que es venen als consumidors ofereixen les següents prestacions (depenent del seu preu):
- Un dipòsit d'aigua dins de la planxa (utilitzat per generar vapor);
- Un indicador que mostra la quantitat d'aigua que queda al dipòsit;
- Un termòstat que assegura el manteniment constant de la temperatura;
- Una plataforma lateral a la planxa per mantenir-la vertical, de manera que la part calenta no entri en contacte amb les peces o la taula;
- Un dial de control de temperatura que mostra les possibilitats de temperatura, indicant generalment el tipus de peça en lloc dels graus de temperatura;
- Dispositiu de vapor constant - envia vapor de manera regular a les peces;
- Dispositiu de control de cable - el punt en què el cable s'ajunta a la planxa té una molla per allunyar-lo de la via de planxa en el moment en què es baixa la planxa (prevé incendis, és més convenient, etc.)
- Dispositiu de cop de vapor - llança un cop de vapor a la peça quan l'usuari prem un botó;
- Control a través del dial de la quantitat de vapor que es vol emetre de manera constant;
- Control anti-cremat - si la planxa es deixa sobre les peces durant molta estona, es desconnecta automàticament per evitar incendis;
- Control d'estalvi d'energia - si la planxa es deixa sense ús durant uns quants minuts (10-15), s'apaga per estalviar energia i evitar incendis.

Recentment s'ha començat a comercialitzar una variant de la planxa convencional anomenada centre de planxat. Els centres de planxa són similars a les planxes, però disposen d'un calderí d'aigua independent. Són més cars que les planxes, i triguen més des que s'endollen fins que es poden començar a utilitzar. No obstant això, pesen menys que les planxes plenes d'aigua i el raig de vapor dura més temps. Per aquest motiu poden compensar aquells usuaris que planxen grans quantitats de roba.